# Tidabius bonvillensis
Tidabius bonvillensis är en mångfotingart som först beskrevs av Chamberlin 1909.  Tidabius bonvillensis ingår i släktet Tidabius och familjen stenkrypare. Inga underarter finns listade i Catalogue of Life.